# Templo de Apolo (Cirene)
El Templo de Apolo'fue un antiguo templo griego  dedicado a Apolo en Cirene, en la actual Libia. Sus ruinas forman parte del yacimiento arqueológico de Cirene, Patrimonio de la Humanidad de la Unesco.

## Historia
Fue construido en la época arcaica alrededor del 550 a. C.. Apolo era la deidad principal de Cirene y estaba vinculado a través del Oráculo de Delfos a la historia fundacional de la ciudad. El santuario estaba asociado a la fiesta anual de espartana de las Carneas.

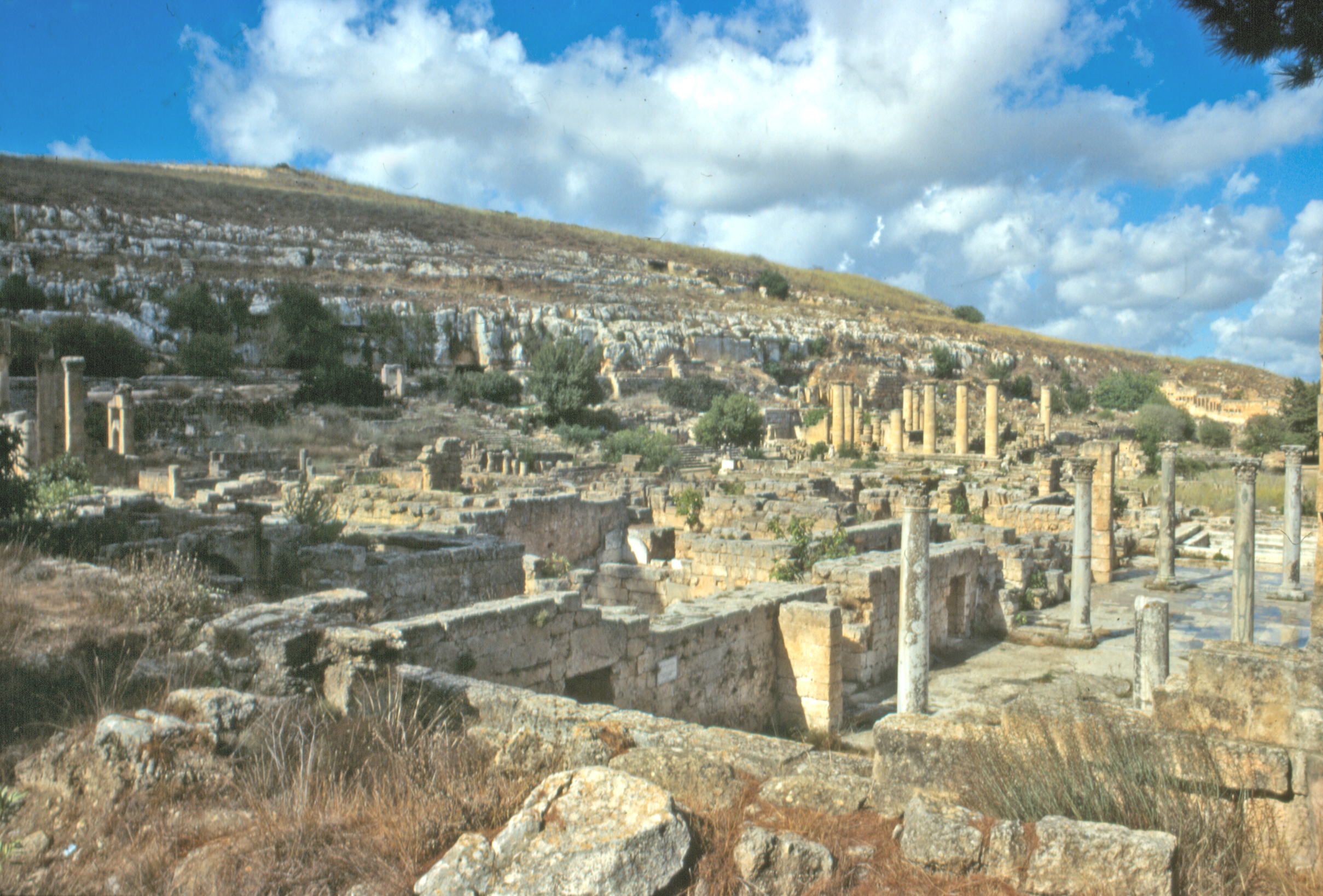
Santuario de Apolo en Cirene.

En su primera fase, el templo consistía en un simple megaron sin columnas peristilo. El peristilo se añadió en la segunda mitad del 500 a. C. El templo fue reconstruido en el periodo clásico en el 300 a. C.Fue incendiado en la Guerra de Kitos, la segunda revuelta judía del Período romano hacia 115-117 d. C.. Luego fue reconstruido de nuevo. El templo fue finalmente destruido en el terremoto de Creta del año 365.
Las ruinas del templo fueron restauradas por arqueólogos italianos entre 1957 y 1974.

## Edificios y hallazgos

### Templo
Se encontraba en el centro del santuario de Apolo, más amplio, que estaba situado en la parte occidental del valle entre las dos colinas de la ciudad, al norte de la acrópolis, a unos 80 metros de profundidad. A la zona del santuario se accedía por la llamada Vía del Valle desde los distritos centrales de la ciudad.

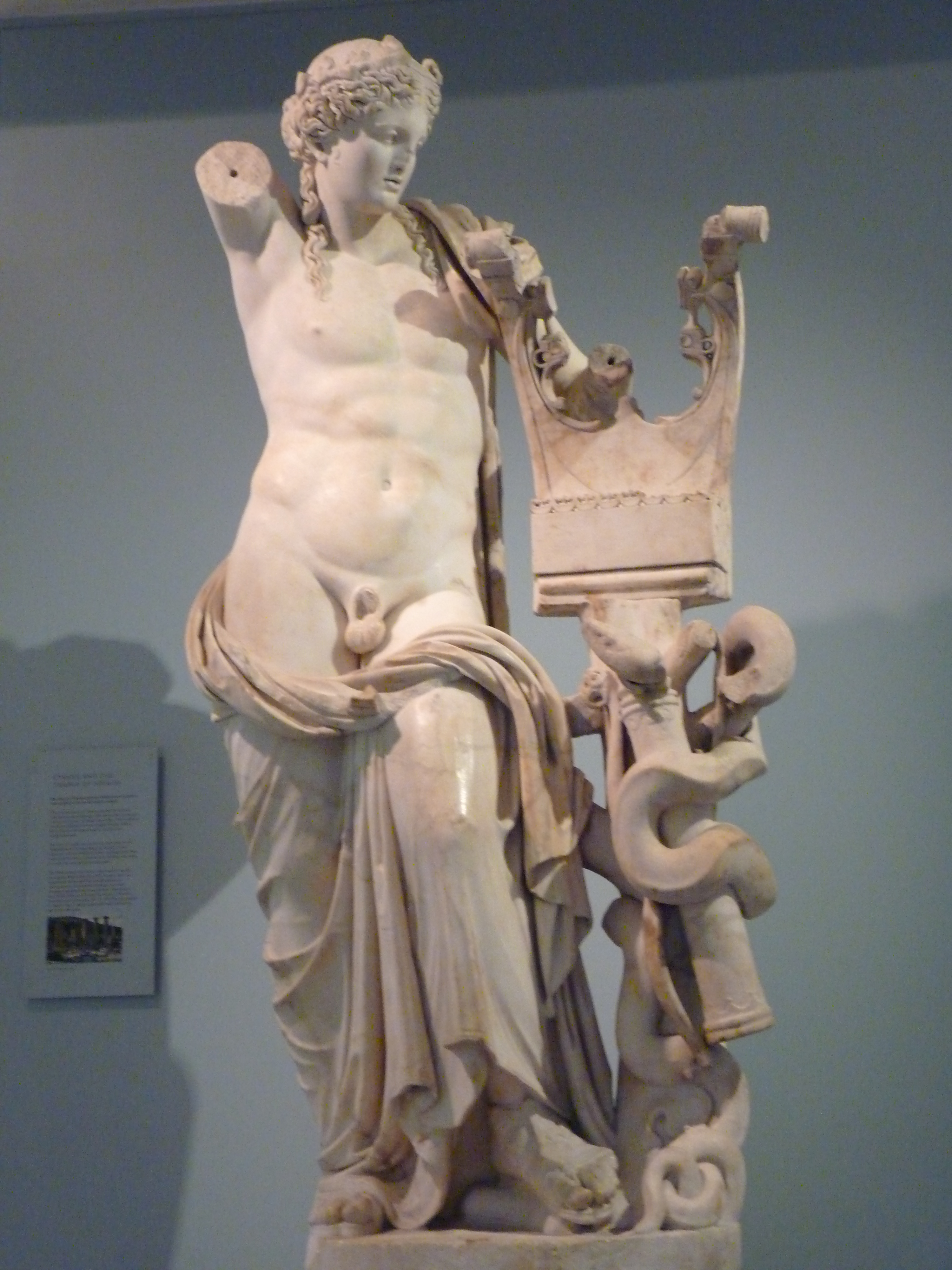
El llamado Apolo de Cirene. Copia del prototipo helenístico del siglo 100 a. C. Museo Británico.

El templo era de estilo dórico. Su estilóbato medía unos 35,8 × 18,4 metros y el templo en sí, unos 34,25 × 16,9 metros. Tenía seis columnas (hexástilo) en los lados cortos y 11 columnas en los lados largos, con una altura de unos 7,9 metros. Las columnas no tenían acanaladuras ni líneas verticales. En el interior había una gran cella, pero no un pronaos ni un opistodomos; este último fue sustituido por un ádyton que servía de tesorería. El techo del adyton estaba sostenido por cuatro columnas.
En el interior del templo había una estatua de culto de Apolo, realizada en el siglo 100 a. C., basada en un modelo  helenístico  Su altura es de 2,29 metros. La estatua se encontró durante unas excavaciones, rota en 121 pedazos. Actualmente se encuentra restaurada en el Museo Británico.
Adosado al templo había un gran altar, de unos 22 metros de longitud, que, según la costumbre, estaba situado en el lado oriental. Fue recubierto de mármol blanco en el 300 a. C.

### Otros edificios del santuario
Alrededor del templo había muchos otros pequeños santuarios y altares. Inmediatamente al norte del templo de Apolo había un templo dedicado a Artemisa. Su altar data del año 500 a. C., y el propio templo fue reconstruido en el año 300 a. C. En la esquina sureste del santuario había un estrategeion construido por los señores de la guerra de Cirene en el siglo 300 a. C. Cerca de él había un propileo construido en el mismo siglo, a través del cual entraba al santuario la Calzada del Valle. Cerca de él había un propileo construido en el mismo siglo, a través del cual la calzada del Valle entraba en el santuario, y otro propileo romano construido en la década de 100 d. C. En la esquina noreste del santuario había unas grandes termas construidas en el 98 d. C. por Trajano, que fueron destruidas en el terremoto del 365 d. C. y sustituidas hacia el 400 d. C. por unas termas en el período bizantino.